# Orfelia pallida
Orfelia pallida är en tvåvingeart som först beskrevs av Rasmus Carl Staeger 1840.  Orfelia pallida ingår i släktet Orfelia och familjen platthornsmyggor. Arten är reproducerande i Sverige. Inga underarter finns listade i Catalogue of Life.